# Капсельская бухта
Капсельская бухта, Капсель - восточная часть Судакской бухты Чёрного моря. Состоит из нескольких мелких бухточек и заливов.

## Описание
В восточной части бухты у подножия мыса Рыбачий находится Граверская бухта, к которой организуются экскурсии на катере с Судака. Это одно из любимых мест аквалангистов. В бухте есть интересный сюрприз природы — так называемая лифтовая башня. В огромной подводной каменной глыбе расположены вертикальный проем, который начинается на глубине примерно семи метров и дальше вниз метров на 8 — 10. В нижней точке — три выхода из отверстия, что позволяют выплыть из лифтовой шахты. Рядом расположено «кладбище якорей». Такое множества и разнообразия якорей различных размеров и конструкций трудно найти даже в музеях.
За Граверной бухтой расположена небольшая, но очень уютная Мидийная бухта, или Мидийка, как её называют местные жители. В бухте навсегда остался волжский пароход «Память тов. Маркина», который планировалось сделать отелем. Сейчас пароход постепенно разрушается.
В западной части Капсельской бухты в море выступает мыс Француженка, сложенный из осадочных пород. Мыс назван в честь француженки Жюстины Жакмар, у которой в первой трети XIX века в этом районе было имение.

## История
11 ноября 2007 года во время сильного шторма в Капсельской бухте сел на мель украинский сухогруз «Вера Волошина», следовавший из Румынии в Россию с грузом сельскохозяйственной техники.  В условиях усиливавшегося шторма капитан принял  решение посадить корабль на мель, но спасти экипаж. Сухогруз выбросило на прибрежные камни. Корпус дал трещину, но утечки горючего не было. Спасательные работы начались сразу же - экипаж из 19 человек эвакуировали сотрудники МЧС Украины и пограничники.  Прибрежные камни пробили танки, и вода хлынула в трюм, где находилось около девяти тонн дизельного топлива. Из-за многочисленных пробоин находилось в полузатопленном состоянии машинное отделение и часть трюмов, где хранились бочки с машинным маслом. Останки судна продали на металлолом.

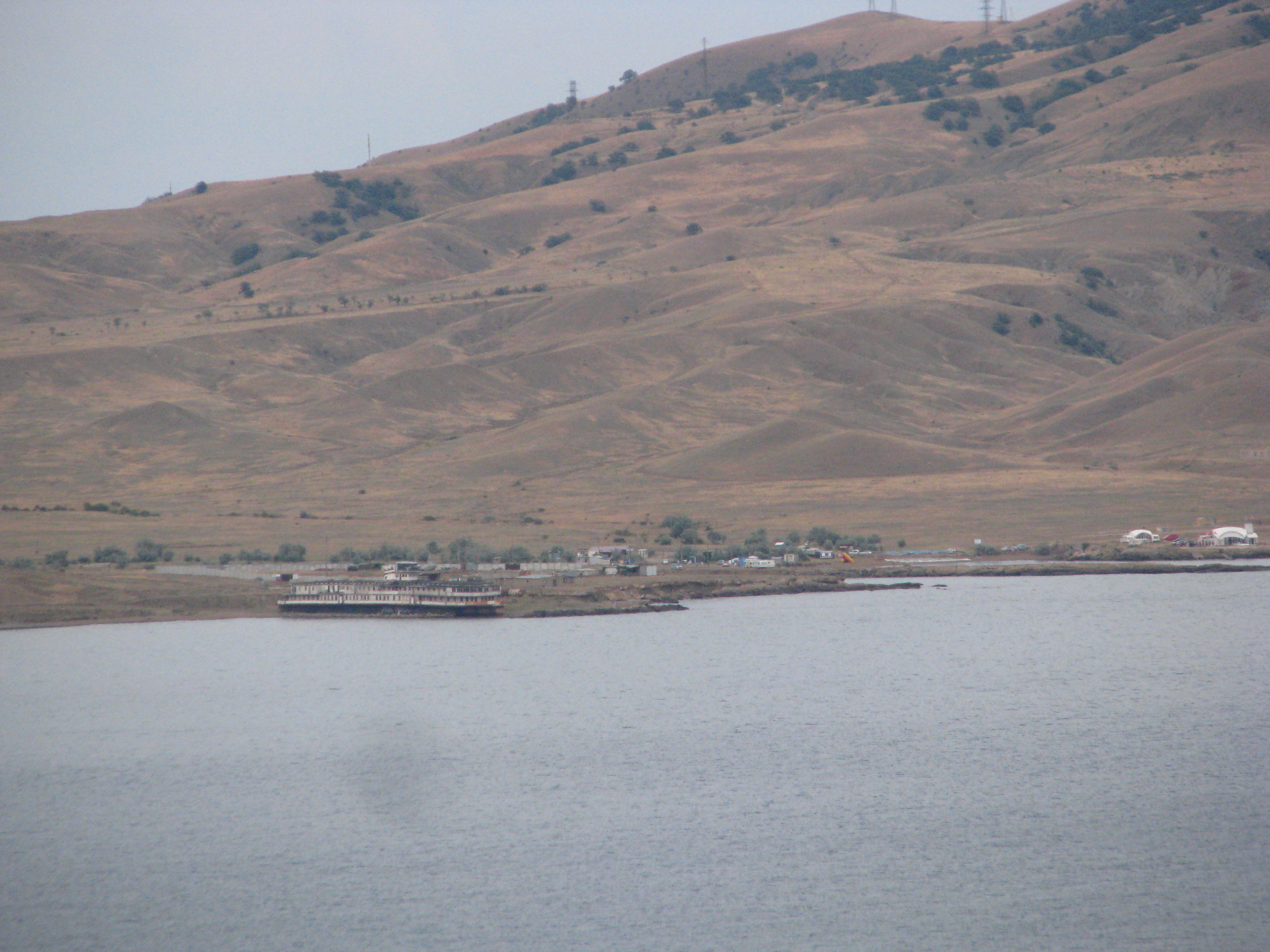
Восточная часть бухты
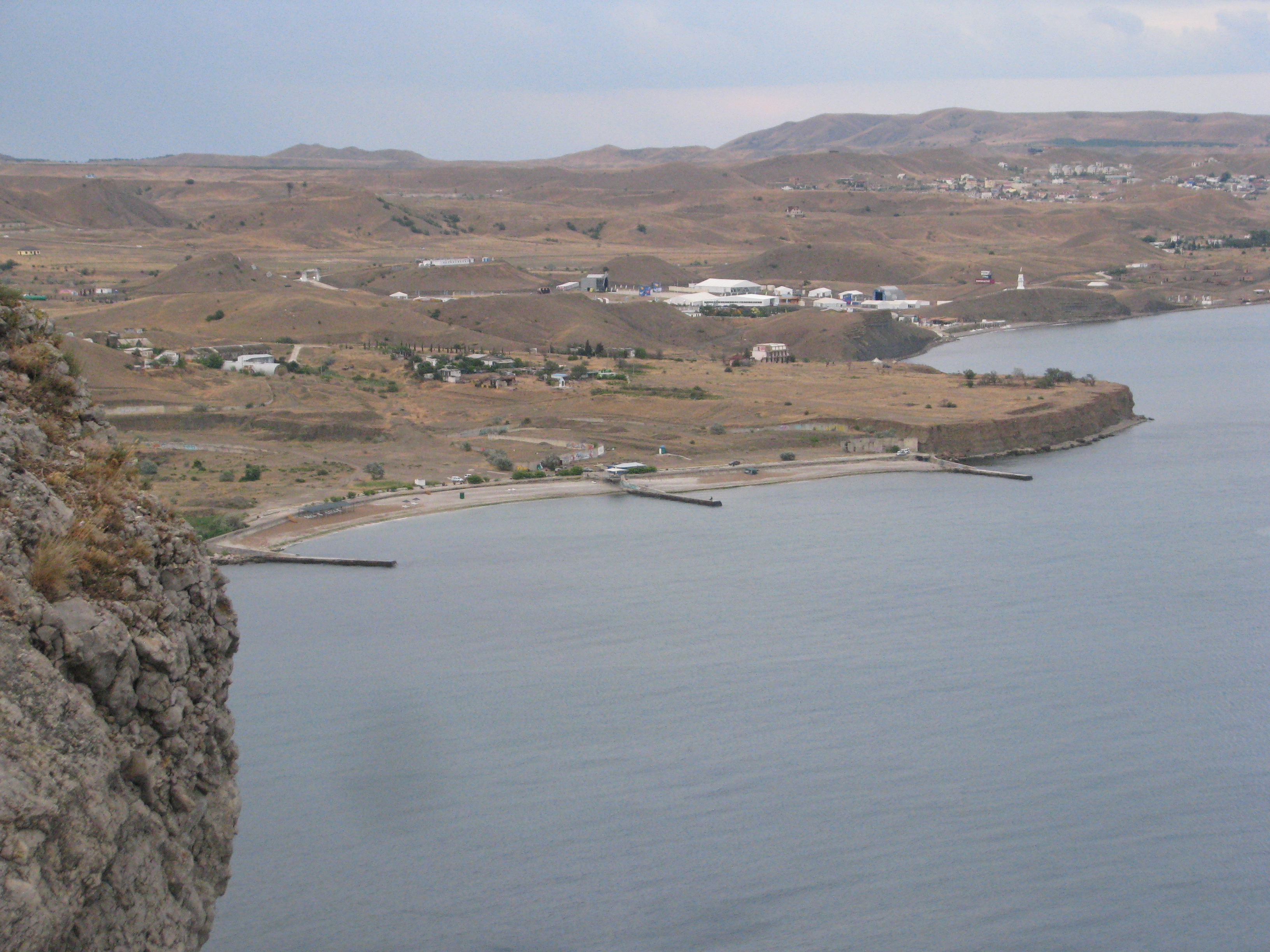
Западная часть Капсельской бухты и мыс Француженка